# Biegi narciarskie na Zimowych Igrzyskach Paraolimpijskich 2018 – sztafeta otwarta 4 x 2,5 km
Sztafeta otwarta 4 x 2,5 km – jedna z konkurencji rozgrywana w ramach biegów narciarskich na Zimowych Igrzyskach Paraolimpijskich 2018. Zawody rozegrano 18 marca 2018 roku.
W rywalizacji wystąpiło 38 zawodników i zawodniczek z 12 państw.
| Miejsce | Nr | Reprezentacja                      | Zawodnik | Klasa                 | %             | Czas zawodnika              | Czas    | Strata  |
| ------- | -- | ---------------------------------- | --- | --------------------- | ------------- | --------------------------- | ------- | ------- |
| 01 !    | 3  | Francja                            | Benjamin Daviet Anthony Chalençon Benjamin Daviet Thomas Clarion                                                               | LW2 B1 LW2 B1         | 92 88 92 88   | 5:22,5 5:37,1 6:01,8 5:45,2 | 22:46,6 | -       |
| 02 !    | 8  | Norwegia                           | Nils-Erik Ulset Håkon Olsrud Nils-Erik Ulset Eirik Bye (Arvid Nelson)                                                          | LW3 LW8 LW3 B3        | 87 96 87 100  | 5:53,2 5:15,1 6:42,3 5:18,5 | 23:09,1 | +22,5   |
| 03 !    | 10 | Kanada                             | Collin Cameron Brian McKeever (Graham Nishikawa) Collin Cameron Brian McKeever (Russell Kennedy)                               | LW11,5 B3 LW11,5 B3   | 84 100 84 100 | 6:31,2 4:41,2 7:43,3 4:56,7 | 23:52,4 | +1:05,8 |
| 4       | 6  | Białoruś                           | Juryj Hołub (Dzmitry Budziłowicz) Mikita Ładzesow (Aliaksiej Łukjanow) Lidzija Grafiejewa Juryj Hołub (Dzmitry Budziłowicz)    | B3 B2 LW12 B3         | 100 99 70 100 | 5:21,1 5:25,2 8:02,4 5:21,6 | 24:10,3 | +1:23,7 |
| 5       | 2  | Ukraina                            | Jarosław Reszetyński (Nazar Stefurak) Olga Pryłucka (Borys Babar) Grygorij Wowczyński Anatolij Kowalewskij (Oleksandr Mukszyn) | B2 LW8 B2             | 99 81 91 99   | 5:40,4 6:19,3 6:31,2 5:42,0 | 24:12,9 | +1:26,3 |
| 6       | 11 | Kazachstan                         | Denis Pietrenko Aleksandr Gierlic Aleksandr Koliadin Aleksandr Gierlic                                                         | LW11 LW6 LW4 LW6      | 82 95 96 95   | 7:05,0 5:31,0 6:11,5 5:33,7 | 24:21,2 | +1:34,6 |
| 7       | 9  | Niemcy                             | Martin Fleig Nico Messinger (Lutz Klausmann) Martin Fleig Nico Messinger (Lutz Klausmann)                                      | LW11,5 B2 LW11,5 B2   | 84 99 84 99   | 6:34,0 5:18,2 7:22,8 5:38,5 | 24:53,5 | +2:06,9 |
| 8       | 4  | Korea Południowa                   | Sin Eui-hyun Kwon Sang-hyeon Lee Jeong-min Kwon Sang-hyeon                                                                     | LW12 LW8 LW12 LW8     | 88 96 88 96   | 6:10,8 5:46,7 7:05,6 5:52,6 | 24:55,7 | +2:09,1 |
| 9       | 1  | Polska                             | Piotr Garbowski (Jakub Twardowski) Witold Skupień Kamil Rosiek Witold Skupień                                                  | B3 LW5/7 LW12 LW5/7   | 100 88        | 5:37,1 5:54,2 8:08,4 6:28,7 | 26:08,4 | +3:21,8 |
| 10      | 7  | Chiny                              | Du Mingyuan Ma Mingtao Huang Feixiang Wang Chenyang                                                                            | LW12 LW5/7 LW12 LW5/7 | 88            | 7:20,3 6:17,4 7:31,0 6:34,0 | 27:42,7 | +4:56,1 |
| 11      | 12 | Neutralni sportowcy paraolimpijscy | Natalia Koczerowa Jekaterina Rumiancewa Nadieżda Fiedorowa Natalia Bratiuk                                                     | LW12 LW5/7 LW12 LW8   | 70 78         | 7:21,4 6:28,5 8:00,2 6:28,3 | 28:18,4 | +5:31,8 |
| 12      | 5  | Stany Zjednoczone                  | Andrew Soule Mia Zutter (Kristina Trygstad) Sean Halsted Grace Miller                                                          | LW12 B3 LW11,5 LW8    | 88 82 84 78   | 6:12,2 6:43,3 7:51,6 7:36,0 | 28:23,1 | +5:36,5 |